# زوج به‌هم‌تابیده

هر زوج‌سیم برای کاهش تداخل مغناطیسی به‌دورهم تابانیده شده‌است

زوج به‌هم‌تابیده (به انگلیسی: Twisted pair)، شکلی از سیم‌بندی است که در آن دو رسانای یک مدار به منظور بهبود سازگاری الکترومغناطیسی به یکدیگر تابیده می‌شوند.
در خط انتقال متوازن روی هر رشته سیم سیگنالی مساوی و با فاز مخالف انتقال می‌یابد. از آن‌جا که این دو رشته سیم دارای مقدار تابش الکترومغناطیسی مشابه ولی با اختلاف فاز ۱۸۰ درجه‌ای هستند و با تابانیدن روی‌هم باعث کاهش قدرت سیگنال تداخلی مغناطیسی آنها روی زوج‌سیم‌های مجاور می‌شود.
میزان چرخش (که به آن زاویه پیچش نیز می‌گویند pitch of the twist) مشخصه این نوع کابل‌ها را به وجود می‌آورد که مقیاس آن بر حسب تعداد دورها در هر متر محاسبه می‌شود. هنگامی که جفت سیم‌ها به‌هم‌تابیده نباشند، این امکان وجود دارد که یکی از اعضای زوج سیم به منبع نیرو نزدیکتر باشد؛ و باعث القای مقدار اندکی نیروی محرک الکتریکی (EMF) در آن رشته سیم شود.

## تاریخچه

در گذشته تلفن‌ها از خطوط تلگراف بهره می‌بردند، در دهه‌های ۱۸۸۰ ترامواهای برقی در اقصی نقاط شهر نصب شد شدند، که باعث القای تداخلی درون خطوط ارتباطی می‌شدند. استفاده از خطوط قبلی بیهوده بود و شرکت‌های مخابراتی سیستم‌های خود را به مدارهای بالانس تبدیل کردند که به‌طور اتفاقی باعث کاهش در تداخل و افزایش برد سیگنال‌ها شد.

مدار بالانس یکی از متدهای متداول برای انتقال انواع گوناگون سیگنال‌های ارتباطی بین دونقطه توسط دو رشته سیم می‌باشد، در مدار بالانس هر سیگنال در هریک از سیم‌ها باعث وارونگی سیگنال‌ها می‌شود و بنابراین از تداخل کاسته می‌شود.

با افزایش استفاده از وسایل الکتریکی، تأثیرات منفی آن به صورت تداخل رادیویی درون خطوط ارتباطی به چشم می‌خورد تا آنجا که شرکت‌های تلفن تصمیم به عبوردادن ضربدری سیم‌ها در دکل‌ها شدند. در این صورت دو کابل مقداری مساوی تداخل مغناطیسی به وجود آمده از خطوط نیرو را می‌گرفتند و مشکل رفع می‌شد.

## زوج به‌هم‌تابیده شیلددار

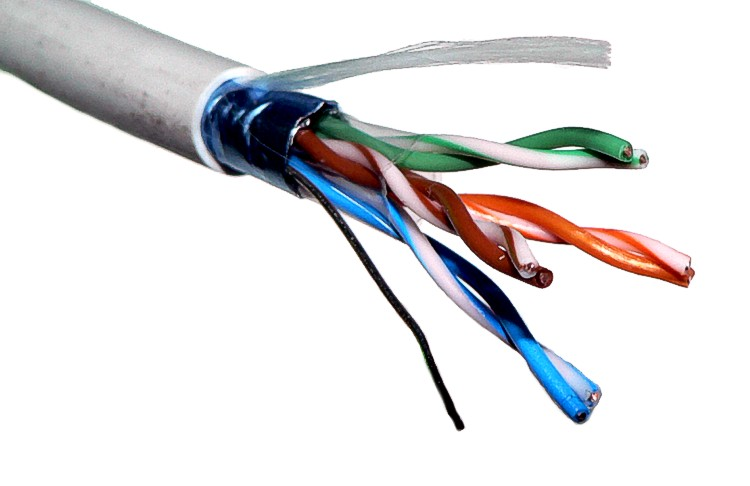
S/UTP، که همچنین به نام FTP شناخته می‌شود

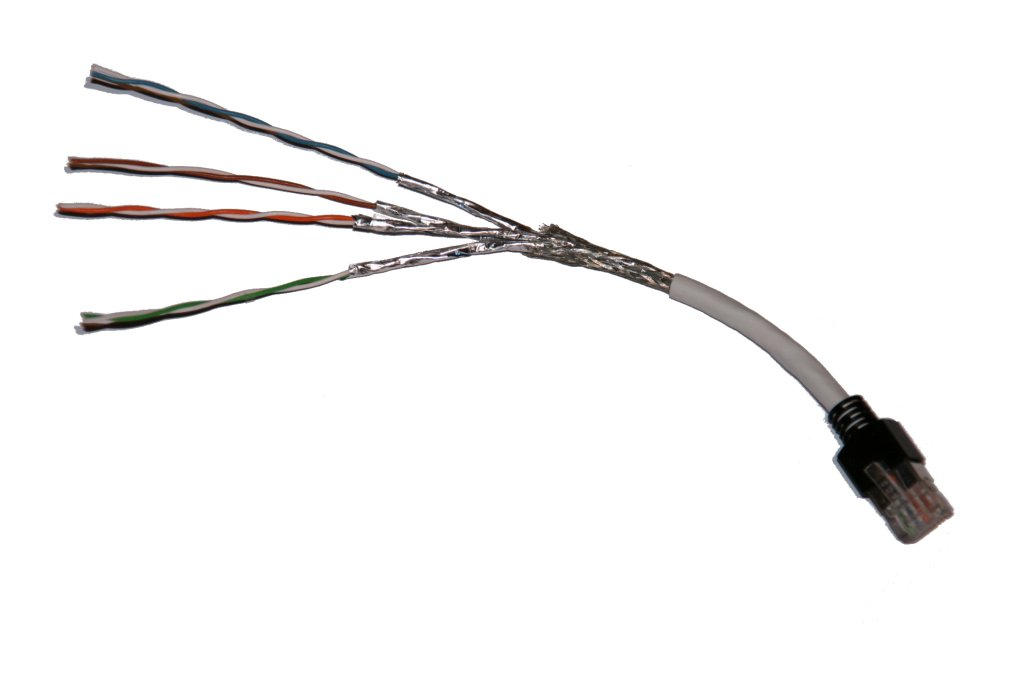
S/STP، که همچنین به نام S/FTP شناخته می‌شود.

زوج سیم‌های به‌هم‌تابیده معمولاً توسط شیلدی در برابر افزایش تداخل الکترومغناطیسی محافظت می‌شوند؛ و از آنجا که این شیلدها فلزی هستند می‌توانند نقش زمین‌کننده نیز ایفاکنند، که معمولآ این نوع کابل‌ها دارای رشته سیمی به همین منظور دارند که به آن سیم تخلیه (drain wire) نیز می‌گویند.

### زوج به‌هم‌تابیده با محافظ بدون‌شیلد (Screened unshielded twisted pair)
- در این نوع هر رشته به‌طور جداگانه دارای روکش می‌باشد.

### زوج به‌هم‌تابیده شیلددار (Shielded twisted pair)
در این حالت شیلدی فلزی برای هر رشته سیم مسی وجوددارد تا آن را در مقابل سیگنال‌های تداخلی الکترومغناطیسی حفاظت کند. این سیستم توسط سیستم کابل آی‌بی‌ام معرفی شد و در شبکه توکن رینگ مورد استفاده قرار گرفت.

### زوج‌های به‌هم‌تابیده با محافظ تماماْ شیلددار (Screened Fully shielded Twisted Pair)
در این نوع علاوه بر شیلد موجود در رشته سیم‌های به‌هم‌تابیده شیلددار روکش فلزی به‌طور مجزا تمامی زوج‌ها را در بر می‌گیرد. این نوع کابل بهترین حفاظت را در برابر تداخل الکترومغناطیسی ارائه می‌دهد و همچنین در برابر تداخلات تماس‌ها بسیار مؤثر می‌باشد.

## زوج به‌هم‌تابیده بدون‌شیلد
U/FTPها کابل‌هایی هستند که در شبکه‌های اترنت و سیستم‌های تلفن یافت می‌شوند. در مصارف داخلی یوتی‌پی‌ها در گروه‌های بیست و پنج تایی طبق قوانین بین‌المللی که توسط شرکت ای‌تی‌اندتی ایجادشده دسته‌بندی می‌شوند. غالب معمول رنگ این کابل‌ها به صورت (سفید/آبی-آبی/سفید-سفید/نارنجی-نارنجی/سفید) می‌باشد.

جدول کدهای ۲۵ جفت رنگی

کابل‌های جفت به‌هم‌تابیده اولین بار در سیستم تلفن توسط بل در سال ۱۸۸۱ به کار گرفته شد و در ۱۹۰۰ تمام شبکه تلفن آمریکا از این کابل‌ها یا از کابل‌هایی باز با ساختاری مشابه برای محافظت در برابر تداخل تشکیل شده بود. میلیاردها خطوط تلفن موجود (میلیون‌ها کیلومتر) از این جفت‌های به‌هم‌تابیده در دنیا وجود دارند که در تملک شرکت‌های مخابراتی هستند و فقط توسط آنان مورد بازبینی قرار می‌گیرند.
کابل‌های UTP یا جفت به‌هم‌تابیده بدون محافظ دارای حفاظ نیستند. این ویژگی موجب انعطاف بالای این کابل‌ها و ماندگاری پایین آن‌ها می‌گردد.

## مزایا و معایب
این نوع کابل‌ها بسیار نازک، انعطاف‌پذیر و آسان برای ایجاد رشته در دیوارها هستند، از آنجا که بسیار کوچکند داکتهای سیم‌کشی در ساختمان‌ها را سریع پر نمی‌کنند همچنین از هزینه بسیار کمتری برخوردارند.
اما در مقابل از آسیب‌پذیری بسیاری برخوردار بوده طرح پیچش آن‌ها بر نحوه دفع امواج الکترومغناطیسی بسیار مؤثر می‌باشد، از این رو مراحل ساخت آن حساسیت خاصی را شامل می‌شود.